# Brejo da Madre de Deus
Brejo da Madre de Deus este un oraș în Pernambuco (PE), Brazilia.